# NHL Hogeschool
NHL Hogeschool was van 1987 tot 2018 een onderwijsinstelling voor het hoger onderwijs in Nederland. De hogeschool is na samengaan met Stenden Hogeschool opgegaan in NHL Stenden Hogeschool. De NHL telde meer dan 11.000 studenten en ruim 1.000 medewerkers in Leeuwarden (hoofdlocatie), Groningen, Zwolle en West-Terschelling. De rechtsvorm is een stichting. Op 1 september 2009 is de naam van de hogeschool omgedoopt van Noordelijke Hogeschool Leeuwarden tot NHL Hogeschool. De directe koppeling met Leeuwarden is uit de naam gehaald, de school heeft verschillende locaties in Nederland.

## Geschiedenis
NHL Hogeschool ontstond op 1 augustus 1987 door een fusie van de volgende scholen voor hoger beroepsonderwijs: de Agogische Akademie Friesland, Ubbo Emmius, Noordelijke Leergangen, de Akademie voor Ekspressie en Kommunikatie, de Hogere Technische School, de HEAO, de Hogere Zeevaartschool 'Willem Barentsz', de Laboratoriumschool, de Friese Akademie voor Gezondheidszorg, de Akademie voor Beeldend Kunstonderwijs, het Conservatorium, de Gemeentelijke PABO in Leeuwarden en de Gemeentelijke PABO in Drachten. In het kader van het 'Herenakkoord' (1989) heeft de NHL haar kunstopleidingen (beeldend kunstonderwijs en conservatorium) en haar vestiging van de tweedegraads lerarenopleidingen in Groningen (Ubbo Emmius) beëindigd en zijn alle tweedegraads lerarenopleidingen in Leeuwarden geconcentreerd. In 2009 heeft de NHL haar bacheloropleiding pedagogiek in Zwolle overgedragen aan Windesheim. De master pedagogiek wordt in Zwolle verzorgd. In 2010 zijn de deeltijdse theologische opleidingen in Enschede overgedragen aan Windesheim. De NHL profileerde zich met haar regionale binding.

## Locaties
De NHL was gevestigd in Leeuwarden en had verschillende dependances in andere plaatsen in Nederland, namelijk in de stad Groningen, Zwolle en West-Terschelling.
- Hoofdlocatie: Rengerslaan

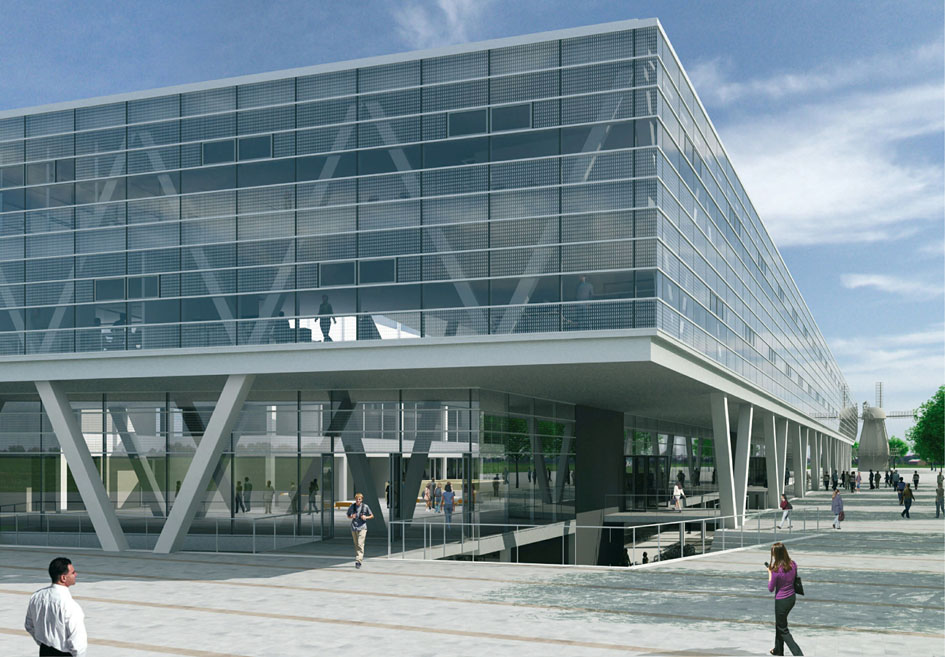
Simulatie van de NHL aan de Rengerslaan, Leeuwarden

- Samenwerking op het Van Hall Larenstein (Life Sciences)
- Educatief Centrum Noord en Oost
- Dependance op de Rijksuniversiteit Groningen
- Dependance op de Christelijke Hogeschool Windesheim
- Maritiem Instituut Willem Barentsz te West-Terschelling

### Hoofdlocatie (Leeuwarden)
De hoofdvestiging van de NHL bevindt zich sinds 4 januari 2010 op de plek waar vroeger een van de vele Leeuwarder locaties zich bevond: Locatie Bouhof. De Bouhof was een onderwijsgebouw dat ontworpen was door de Friese architect Abe Bonnema. Verschillende opleidingen kregen er eigen entrees en de gemeenschappelijke aula was vormgegeven als zitkuil. Dit gebouw werd opgeleverd in 1984. Voor het nieuwe gebouw op deze locatie is de oudbouw grondig verbouwd en aangesloten op een nieuw gebouw van Architectuurstudio Herman Hertzberger.
Het gebouw bevindt zich naast Stenden Hogeschool en is op de Kenniscampus gelegen aan een centraal plein (het Kennisplein). Het gebouw is op 27 mei 2010 officieel geopend door prinses Máxima.
De kosten van het gebouw werden in 2003 geraamd op 55 miljoen euro. De kosten bleken al snel hoger uit te vallen, mede door gestegen prijzen van bouwmaterialen. Ook de kosten van de aansluiting van het nieuwe en oude gebouw bleken hoger uit te vallen dan gedacht. De werkelijke prijs van het gebouw werd uiteindelijk 90 miljoen euro.
Aanvankelijk bestond de Noordelijke Hogeschool Leeuwarden (afgekort tot NHL, dus zonder de toevoeging Hogeschool) uit de instituten Techniek, Economie en Management (TEM). Instituut Techniek was de voormalige HTS en was gevestigd aan de Vondelstraat, Instituut Economie was de voormalige HEAO en was gevestigd aan het Fonteinland, en Instituut Management was de Thorbecke Academie, gevestigd aan de Molenstraat. De HEAO en HTS kregen beiden later een gezamenlijke entree aan de Tesselschadestraat.

## Grondslag
De NHL heeft een algemene grondslag. Dit houdt in dat de hogeschool niet gebaseerd is op een specifieke levensbeschouwing of -overtuiging, maar uitgaat van de gelijkwaardigheid van alle levensbeschouwelijke en maatschappelijke overtuigingen voor zover deze stoelen op waarden die in de Nederlandse samenleving worden erkend.

## Bestuur en organisatie
De NHL heeft een Raad van Toezicht. Deze raad houdt toezicht op, adviseert, benoemt en ontslaat het College van Bestuur (CvB). Het CvB vormt het bestuur van de hogeschool.

### Instituten en schools
De NHL is in vier instituten en twee "schools" (Engels voor "scholen") onderverdeeld:
- Instituut Economie en Management
- Instituut Educatie
- Instituut Techniek
- Instituut Zorg en Welzijn
- School of ICT
- School of Communication

Ieder instituut is opgedeeld in verschillende afdelingen, met een eigen afdelingshoofd. Elke afdeling omvat een of meerdere opleidingen (afhankelijk van de grootte van de opleidingen).
Een school omvat een of meer opleidingen.

### Overige organisatieonderdelen
Naast de instituten en de schools kent de hogeschool stafdiensten en serviceclusters. De stafdiensten en serviceclusters verzorgen de beleidsmatige en operationele dienstverlening aan de instituten en de schools.

### Medezeggenschap
De NHL kent op drie niveaus medezeggenschap:
- Medezeggenschapsraad (hogeschoolbreed)
- Deelraad (per instituut, school en voor de stafdiensten/serviceclusters)
- Opleidingscommissie (per opleiding of groep van opleidingen)

## Opleidingen
De instituten en schools verzorgen tezamen 73 opleidingen. Deze opleidingen worden onderverdeeld in vijf domeinen:
- Economie, Management & Communicatie
- Techniek
- Lerarenopleidingen
- Zorg & Welzijn
- ICT (sinds 1 januari 2017)

Naast bachelor-opleidingen verzorgt de NHL ook master-opleidingen, de meeste daarvan zijn eerstegraadsbevoegdheden voor de lerarenopleidingen.

## Onderwijs
Het onderwijs op de NHL is beroeps- en competentiegericht. Alle opleidingen bieden de mogelijkheid aan studenten om keuzes te maken door middel van het major/minor-systeem.
De studenten werken onder andere met het Blackboard- en Educator-systeem.